# Komořany u Mostu

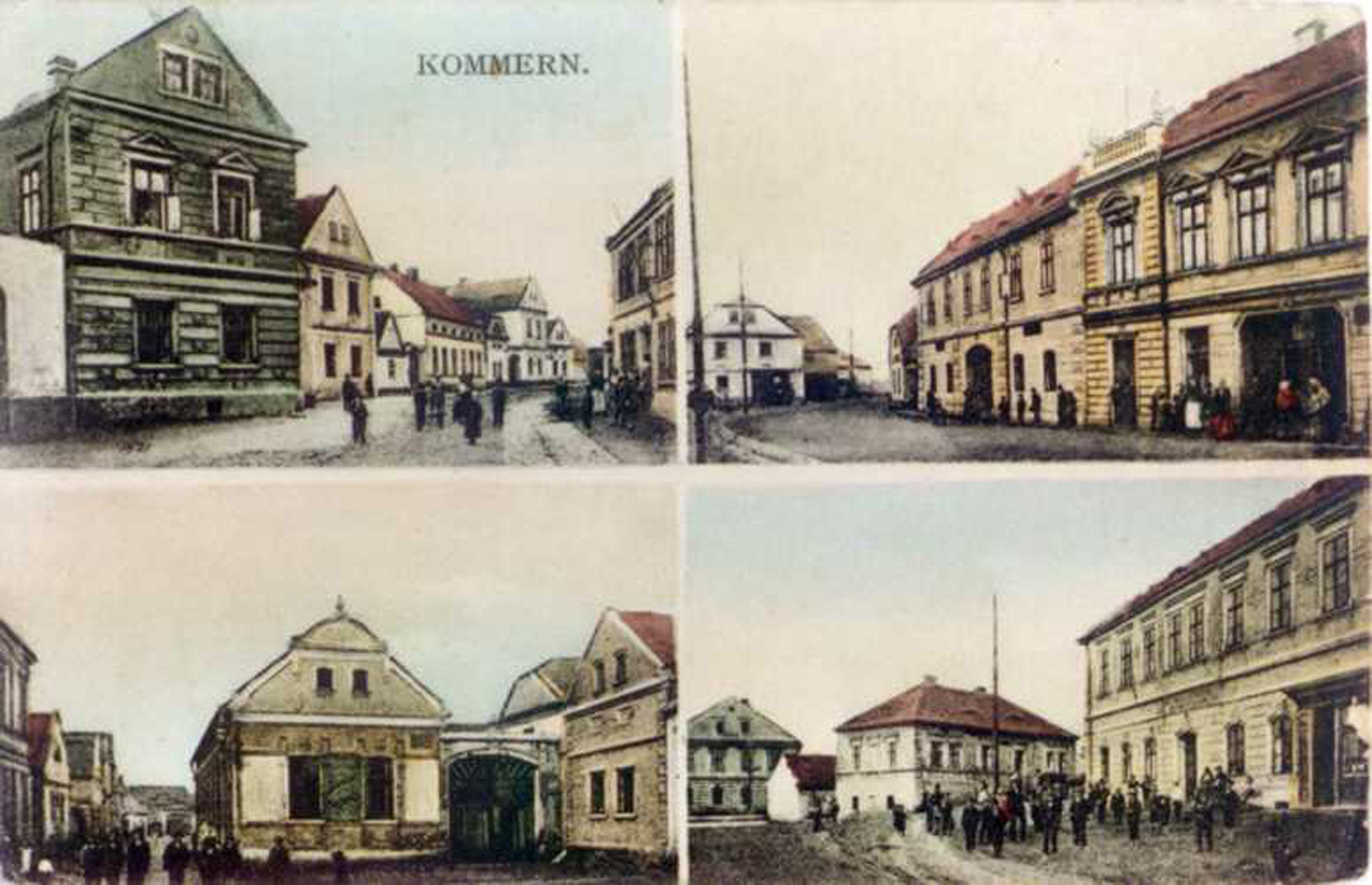
Komořany (etwa 1900)

Komořany (deutsch Kommern oder Kummern, früher auch Chomoran, Komoran, Komorzany, Komržany) war ein Dorf vier Kilometer westlich der Stadt Brüx (heute Most) in Tschechien.
Mit zunehmender Verschlechterung des Lebensraums durch den Betrieb eines Kohlekraftwerks und einer Kohleaufbereitungsanlage in der Nähe Kommerns, verlor der Ort einen Großteil seiner Bevölkerung. Das Dorf wurde nach Most eingemeindet und die meisten Häuser 1986 abgerissen.

## Geschichte
Das Dorf befand sich am gleichnamigen See, das bereits in der Steinzeit (etwa 8300 Jahre vor unserer Zeitrechnung) besiedelt war, Ausgrabungen weisen auch auf Besiedlung weiter bis in die Zeit der römischen Herrschaft hin. Der erste schriftliche Eintrag stammt aus 1250 als König Wenzel dem Kloster Ossegg Teile des Ortes und der dazugehörigen Ländereien schenkte. Diese Schenkung wurde 1341 durch Johann von Luxemburg bestätigt. In der zweiten Hälfte des 15. Jahrhunderts hatte der Ort schließlich drei Herren. Neben dem Kloster Ossegg, gehörte ein Teil der Burg Landeswarte und ein Teil den Herren auf Rothenhaus. Der letztere Teil ging 1621 an Bohuslav von Michalowitz, dem es noch im gleichen Jahr konfisziert und Wilhelm den Jüngeren von Lobkowicz übereignet wurde. Die Ländereien der Burg Landeswarte wurden 1595 an die Stadt Brüx verkauft. 1654 hielten Kommern die Herren von Lobkowitz, Martin Michna und die Stadt Brüx. Seit 1689 gehörte Kommern bis zur Bodenreform 1848 der Herrschaft Neusattl-Eisenberg.
Das von der Fischerei und Landwirtschaft lebende Dorf zählte im 17. Jahrhundert 17 landwirtschaftliche Siedlungen, 25 Häusler und 5 Dorfbewohner. 1861 wuchs die Zahl der Landwirte auf 49, daneben lebten hier 3 Schneider, ein Schmied, Metzger, Schuhmacher und 1 jüdischer Tuchhändler. Insgesamt zählt Kommern 464 Einwohner, deren Zahl nach dem Beginn des Kohleabbaus in dem 1875 eröffneten Schacht Jupiter und Germania, später Fortuna (1883) bis auf 1.512 (1893) und 2.920 (1930) anwuchs. Der Anteil der tschechischen Bevölkerung lag ungefähr bei 50 Prozent.
Infolge des Bergbaus wurde 1878 die bekannte Heilquelle geschlossen. Die 1701 erbaute Kapelle wurde 1838 abgerissen. Die pseudogotische Kapelle von 1846 ging im 20. Jahrhundert verloren. Einzig erhalten blieb die Pestsäule aus dem 17. Jahrhundert, die nach Wteln verlegt wurde. 1991 hatte der Ort keine Einwohner. Die Reste der Siedlungen sind heute (2009) weitgehend verlassen, manche Häuser ruinös, und einige der regional ansässigen Kleinunternehmen abgewandert.